# 아틸라

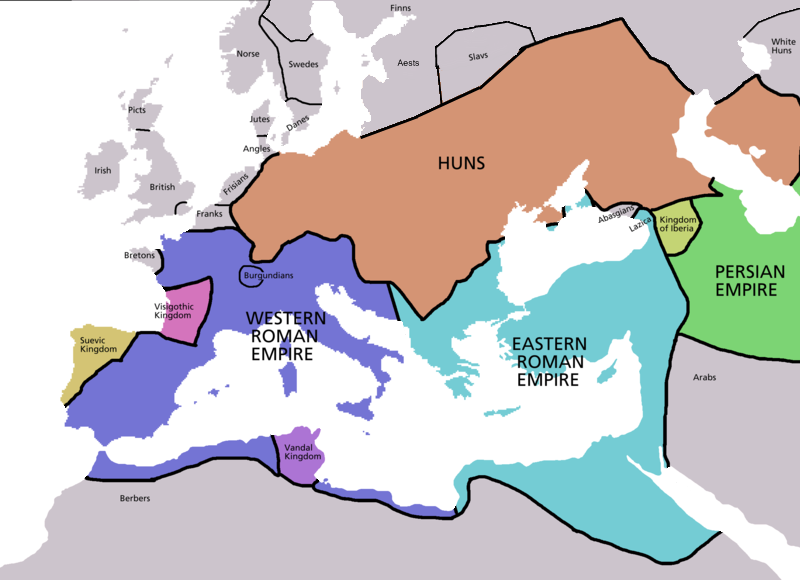
아틸라의 최대 판도 (434-453)

아틸라(라틴어: Attila, 고대 노르드어: Atli 아틀리→끔찍한 자, 독일어: Etzel 에첼[*], 406년 ~ 453년)는 훈족 최후의 왕이며 유럽 훈족 가운데 가장 강력한 왕이었다. 5세경 게르만 민족 대이동기에 동유럽 북부의 넓은 지역을 지배하는 대제국을 건설하였다. 신의 채찍이라 불릴 정도로 동서유럽의 모든 국가들을 공포에 떨게 만들었던 인물이다. 453년 아틸라가 죽은후 곧 훈제국은 붕괴되어 버렸다.

## 생애
아틸라는 434년부터 죽을 때까지 18년 정도, 유럽에서 최대의 제국을 지배했으며, 그의 제국은 중부 유럽부터 흑해, 도나우강부터 발트해까지 이어졌다. 그는 그의 삼촌 루아가 죽자 그의 형 블레다(Bleda)와 공동으로 왕위에 올랐다는 설과 블레다가 실질적인 왕이고 아틸라는 2인자에 머무르게 되었다는 설이있다.

#### 즉위
어찌되었건 아틸라와 블레다는 서로 사이가 좋은 편은 아니였는데 443년 블레다가 의문의 죽음을 당한다. 블레다의 죽음에 관해서는 아직 사실이 확실하게 밝혀지지 않았는데 사냥 도중 사고로 인한 죽음이라는 설과 아틸라가 암살했다라는 설이 있다. 블레다가 죽은 뒤 아틸라는 훈족의 유일한 왕으로 인정받게 된다. 아틸라는 동로마를 공격 콘스탄티누스의 고향인 나이서스를 지구상에서 사라지게 하는 한편 동로마의 수많은 도시를 침공하여 동로마에게서 막대한 돈을 공물로 받게 되었다.

#### 호노리아 공주의 청혼
450년, 서로마 황제 발렌티니아누스 3세의 누이 호노리아 공주가 아틸라에게 청혼한다. 호노리아 공주는 동생을 황제 자리에서 몰아내려는 음모를 꾸미다 발각되어 동로마로 추방된 상태였다. 이후 콘스탄티노폴 궁궐에 감금당하여 수도승 수준의 금욕적인 생활을 강요받고 있었다. 아틸라는 청혼에 즉각 응하며 그 지참금으로 서로마 제국의 반을 요구한다. 그러나 황실과 사전에 논의된바 없는 청혼이였기에 서로마측은 즉시 거절하였다. 그러나 아틸라는 이를 무시하고 서로마 침공의 명분으로 삼았다.

#### 서로마 침공
아틸라는 451년 군대를 이끌고 갈리아(현재의 프랑스)로까지 진격, 오를레앙까지 나아갔으나 카탈라우눔 전투(샬롱 전투)에서 서로마 장군 아에티우스를 만나 대패한 후 퇴각한다.
이후 452년에 이루어진 2차 원정에서는 이탈리아를 공격하였으며 결국 서로마의 발렌티니아누스 3세 황제를 수도 라벤나에서 몰아내기도 하였다.
서로마는 협상단을 파견하여 아틸라에게 강화를 제안했고, 아틸라는 이를 받아들여 퇴각하였다. 협상내용에 대해서는 구체적으로 전하여 지는 바가 없으나 상당한 금액에 협상금을 제공했을 것이라고 추정되고 있다.

## 사망
아틸라는 453년, 새로 얻은 첩 일디코(Ildiko)와의 결혼식을 치른 날 밤에 사망한다. 사인에 대해서는 일디코에 의한 암살, 복상사, 과음으로 인한 질식사, 동맥에서 나온 피에 인한 질식사 등 추측이 무성하다.
아틸라의 제국은 그의 죽음과 함께 소멸했으며, 의미 있는 유산도 남아있지 않다. 아틸라가 어디에 묻혔는지에 대해 알려진 바가 없다. 매장에 참여했던 자들은 모두 살해당했기 때문이다.

## 외모 및 인종
로마인과 그리스인에 기록에 의하면 악의적으로 묘사하여 왜곡한 부분도 많지만 상당한 기록에 아틸라가 금발이라는 기록도 존재한다. 6세기 이교사가 프로코피우스 등이 남긴 기록에서 훈족과 게르만족의 혼혈성을 짐작할 수 있다.

## 문화에 끼친 영향
아틸라의 명성과 그에 대한 공포는 전 유럽에 확산되었다. 이탈리아, 갈리아, 게르마니아, 그리스, 스칸디나비아에서 그를 소재로 한 수많은 소설과 전설, 그림, 연극, 오페라, 조각 작품들이 쏟아져 나왔다.
또한 후에 유럽의 역사에서 전설적인 인물로 생각되어, 역사가들은 아틸라를 위대하고 고귀한 왕으로 묘사하고 있으며 아틸라는 세 편의 노르드 사가(saga)에서 중요한 역할을 맡기도 하였다.
니벨룽겐의 반지에서는 훈족의 왕 에첼로 등장한다.
그러나 거의 대부분에서는 중세 그리스도교의 영향으로 아틸라는 잔인한 야만인 왕으로 기억되어 왔다.
주세페 베르디는 아틸라의 이야기를 바탕으로 1846년 아틸라를 발표한다.

## 평가
서구인에게 아틸라는 공포의 대명사다. 무수한 이민족이 유럽을 침략했지만 아틸라가 이끌었던 훈족만한 공포를 선사했던 것은 칭기즈칸의 몽골족밖에 없었을 것이다. 따라서 전사로서의 그의 자질은 개인의 능력보다는 훈족의 왕이라는 측면에서 평가되어야 한다. 야만족에 대한 서구의 온갖 편견과 날조에도 불구하고 그는 무지 몽매한 싸움꾼이 아니었다. 그는 자기 민족의 강점과 약점을 정확하게 파악하고 있었으며, 신기술을 도입해서 전력을 보강하는 혁신가이기도 했다. 또 황금을 멀리할 정도로 강한 절제력이 있었고 자신의 운명에 대한 강한 자신감이 있었다. 무엇보다 그의 위대함은 유목부족에 지나지 않던 훈족을 거대한 국가로 키워냈다는 점이다. 두려움과 황금으로 부하들을 통제한 점이나, 자신들의 전투스타일에 맞는 전쟁형태를 찾아낸 것 역시 그가 훈제국의 왕으로서 이룬 업적들이다. 자꾸만 뿔뿔이 흩어지려 하는 부족들을 엮어내어 자신들이 가장 잘할 수 있는 방식의 전쟁으로 역사에 남은 것 이것이 훈족 왕 아틸라의 진면목이다.

## 같이 보기
- 훈의 군주